# 飯詰村 (秋田県)
飯詰村（いいづめむら）は、秋田県仙北郡にかつて置かれていた村。仙北郡のほぼ南端に位置する。

## 地理
横手盆地のほぼ中央部に位置し、丸子川と出川の複合扇状地上に所在する。金沢町との境界をなす南側・東側に飯詰山、鞍掛山、山本山、西法寺山などの残丘があるものの平坦地は地味肥沃で県下有数の穀倉地帯の一画を占める。天神堂・飯詰などに湧水がみられる。
西辺部を奥羽本線が走り、北端部に飯詰駅、南端部に後三年駅がある。南部の山本地区には大正年代に村長の江畑新之助によって長岡安平設計の山本公園がひらかれ、西法寺山斜面は後三年スキー場、果樹園として利用されている。

## 歴史

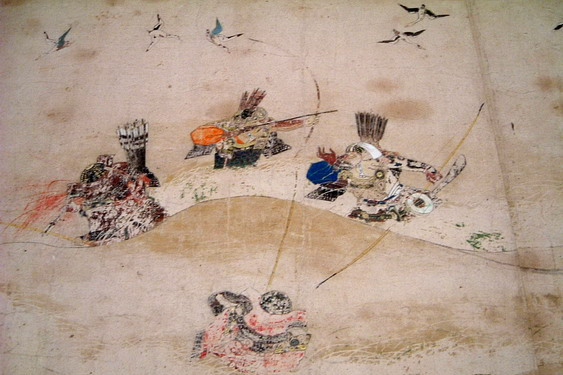
『後三年合戦絵詞』より雁行の乱れ

後三年の役の古戦場跡地として知られ、「飯詰」の名も、この戦で攻城側の源義家（1041年-1108年）が兵糧を蓄えたことに由来するという説がある。ただし、扇状地扇端部の湧水帯にあたるので「イズミ」の転訛とする見解もある。
古代の遺跡としては県指定史跡飯詰竪穴群が山本の地にあるが、詳細な性格は不明な点が多い。上深井地区には、古代の竪穴建物跡、墨書土器、人形が出土した矢矧殿遺跡がある。中世の遺跡としては小残丘を利用した飯詰城があり、室町時代には小豪族久米氏（飯詰氏）の居館があった。天神堂の菅原神社、佐野の日吉神社などに南北朝時代の板碑がある。
史料には『秋田藩家蔵文書』の正平五年条に秋田城介源泰長が「正平5年（1350年）8月、出羽国平鹿郡明永熊野神社（秋田県横手市）に平鹿郡吉田（横手市吉田）・八幡（横手市朝倉）、仙北郡飯詰の3か郷を寄進し、雄勝郡・平鹿郡・仙北郡の3郡を同社の午王獅子舞の掠領とする」との記録があり、「飯詰」の名がみえる。
近世には久保田藩領となった。沖積地の開発は藩政期にさかんで飯詰堰、大沼（金沢では「西沼」と称する）が灌漑用につくられ、出川やその支流厨川が灌漑用水として活用された。

### 沿革
- 1876年（明治9年） - 逆高野（南高野）村と岩野町村が合併して南町村を編成[3]。
- 1889年（明治22年）4月1日 - 町村制施行により飯詰村、佐野村、天神堂村、境田村、上深井村、南町村が合併し飯詰村が発足[3]。
- 1894年（明治27年）- 飯詰字中島の江畑宇三郎宅に私塾酔経学舎がつくられる。初代学長は北秋田郡大館町出身で遐邇新聞（秋田魁新報の前身）の主筆を務めた狩野旭峰。
- 1905年（明治38年）6月15日 - 上深井地内に国鉄奥羽線飯詰駅が開業。
- 1921年（大正10年）12月12日 - 飯詰地内に国鉄後三年駅が開業。
- 1923年（大正12年） - 江畑新之助、山本公園を開設。翌年より後三年競馬がはじまる。
- 1924年（大正13年）- 後三年スキー場において秋田県初の全県スキー大会を開催。
- 1939年（昭和14年） - 後三年競馬廃止。
- 1956年（昭和31年）9月30日 - 金沢西根村と合併し、仙南村が発足[3]。

## 旧高・旧領
明治初年の石高は以下の通り。
| 村       |  | 旧高          | 旧領               | 旧県   |
| -------- |  | ------------- | ------------------ | ------ |
| 上深井村 |  | 429.608002石  | 秋田藩（久保田藩） | 秋田県 |
| 逆高野村 |  | 297.632996石  | 秋田藩（久保田藩） | 秋田県 |
| 岩野町村 |  | 534.447021石  | 秋田藩（久保田藩） | 秋田県 |
| 天神堂村 |  | 545.052979石  | 秋田藩（久保田藩） | 秋田県 |
| 佐野村   |  | 461.083008石  | 秋田藩（久保田藩） | 秋田県 |
| 境田村   |  | 523.905029石  | 秋田藩（久保田藩） | 秋田県 |
| 飯詰村   |  | 1420.808960石 | 秋田藩（久保田藩） | 秋田県 |
| 合計     |  | 3667.485016石 | —                  | —      |

## 出身有名人物
- 道叟道愛
- 江畑新之助
- 藤井勉 (洋画家)